# Aïdi
El Aïdi o perro del Atlas es una raza de perro autóctona de Marruecos. Ha sido tradicionalmente empleado por los pastores bereberes del Atlas como perro pastor.